# Wolfgang Günther (Journalist)
Wolfgang Günther (* 1960 in Erlangen) ist ein deutscher Journalist und Medientrainer. Sein Schwerpunkt ist die Entwicklung und Systematisierung von Journalismus in audiovisuellen Medien.

## Biografie

### Ausbildung
Wolfgang Günther besuchte in Erlangen das Gymnasium und machte 1980 das Abitur. Er studierte an der Friedrich-Alexander-Universität Erlangen-Nürnberg Politikwissenschaft, Theater- und Medienwissenschaft, Soziologie und Rechtswissenschaft und schloss 1989 mit Magister Artium ab. Thema seiner Magisterarbeit war: Politik und Fernsehen – Ein instrumentelles Verhältnis. 1989/1990 absolvierte er ein Programmvolontariat beim Bayerischen Rundfunk (BR).

### Beruflicher Werdegang
Parallel zum Studium arbeitete Günther als Freier Mitarbeiter für die Erlanger Nachrichten. Schwerpunkt waren Gerichts- und Sozialreportagen. Außerdem produzierte er Industrie- und Imagefilme als Regisseur, Kameramann und Filmeditor.
Nach dem Volontariat war er 15 Jahre lang Autor, Regisseur und Kameramann für BR, ARD und arte. Er produzierte Magazinfilme und Reportagen, hauptsächlich für die Jugendredaktion und die Auslandsabteilung des Bayerischen Fernsehens. 1998 war Günther im redaktionellen Gründungsteam der Sendung „quer“ des Bayerischen Fernsehens. Dort war er bis 2006 Chef vom Dienst (CvD).
Zwischen 1991 und 2005 hatte Günther Lehraufträge an der Universität Erlangen-Nürnberg, Studiengang Theater- und Medienwissenschaft, an der Universität Eichstätt, Studiengang Journalistik und an der Deutschen Journalistenschule in München. Seit 2000 ist er Trainer an der ARD.ZDF medienakademie.
Seit 1993 ist Günther Fernsehtrainer in der Volontärsausbildung des Bayerischen Rundfunks. Er schult dort Nachrichten, Magazin, Reportage, Videojournalisten, Szenisches Erzählen und betreut die Abschlussreportagen der Volontierenden redaktionell und dramaturgisch. Seit 2018 ist er in ähnlichem Umfang in der Volontärsausbildung des ZDF und des Westdeutschen Rundfunks tätig.
Seit 2006 arbeitet Günther hauptberuflich als Seminarleiter, Trainer und Programmberater für alle größeren privaten und öffentlich-rechtlichen Rundfunksender in Deutschland und der Schweiz. Schwerpunkt sind Sendungsanalysen und Programmoptimierungen.
Im Jahr 2015 gründete Günther den Trainerverbund tv-handwerk, einen Zusammenschluss von Fernsehtrainern aus verschiedenen Arbeitsbereichen öffentlich-rechtlicher und privater Sender. Seit 2019 sind zunehmend auch Radio- und Online-Trainer im Team. Gemeinsame Arbeitsbasis sind die von Günther entwickelten Grundsätze, in denen handwerkliche Kriterien für audiovisuelle journalistische Darstellungsformen gelistet werden.
Im Kernteam von tv-handwerk sind die Journalisten Julia Engels, Britta von der Heide, Tobias Henkenhaf, Till Nassif, Johannes Prokopetz, Lisa Schurr, Anna Tillack, Christoph Wittmann, Verena Schälter, Julia Schweinberger, Bibiane Wimbauer und Stefan Brainbauer.

### Privat
Wolfgang Günther ist Vater von fünf Töchtern und verheiratet. Seit 2002 lebt er in München.

## Regelwerk
Im Rahmen seiner Trainertätigkeit für Rundfunksender und Ausbildungsinstitutionen hat Wolfgang Günther handwerkliche Regelmodelle und Prüfinstrumente entwickelt. Sie sind Grundlage von Aus- und Weiterbildungsprogrammen im Fernsehjournalismus geworden:

### Kernsatzprinzip
Das Drei-Säulen-Modell gilt als Basis-Prüfinstrument für die redaktionelle Abnahme von journalistischen Filmen. Es gliedert sich in die drei Bereiche Essenz, Stringenz und Prägnanz. Säule 1 prüft Relevanz, Eindeutigkeit und Nutzwert der Filmaussage. Säule 2 prüft die Verständlichkeit und Logik des Erzählaufbaus. Und Säule 3 die filmische Stärke und damit die Einprägsamkeit des Films. Stärker auf den produzierenden Autor und weniger auf den abnehmenden Redakteur zielt das Kernsatzprinzip /operativ. Es ist eine Modifikation des Kernsatzprinzips und ordnet die Prüfkriterien entlang der Produktions-Chronologie.

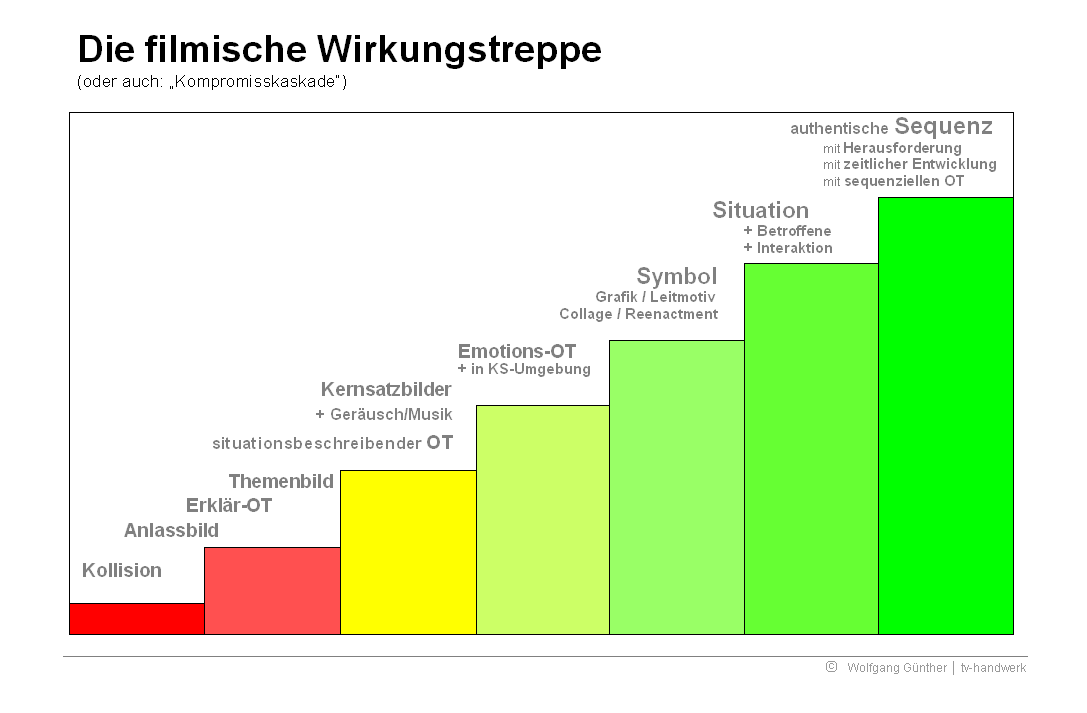
Wirkungstreppe nach Wolfgang Günther

### Wirkungstreppe
Die filmische Wirkungstreppe präzisiert die dritten Säule des Kernsatzprinzips (Prägnanz). Die verschiedenen filmischen Mittel werden entsprechend ihrer Wirkungsstärke auf einer Skala angeordnet. Dabei ist die Authentizität der Darstellung ein wichtiger Faktor. Die Wirkungstreppe erhält in Schulungen zu Nachrichten- und Magazinformaten den Beinamen Kompromiss-Kaskade. Damit wird den schwierigen Produktionsbedingungen im aktuellen Fernsehjournalismus Rechnung getragen, die es oft schwer machen, die oberen Stufen der Wirkungstreppe zu erreichen.

### O-Ton-Treppe
Sie ist eine Art Ausschnittsvergrößerung der Filmischen Wirkungstreppe. Berücksichtigt wird hier nur das filmjournalistische Mittel Interview-O-Ton. Formal unterschiedliche Interviewformen und ihre filmische Umgebung werden systematisiert und in ihrer Wirksamkeit auf den Zuschauer eingestuft. Wichtiger Prüffaktor für die Einstufung ist der Grad der Authentizität von Interview und Umgebungssituation.

### Fangnetzprinzip
Das Modell ist ein Beurteilungsinstrument für die Ziel- und Breitenwirkung von journalistischen Sendungen. Es wird meist als Theorievorlauf bei Schulungen zum Sequenzprinzip eingesetzt. Günther geht dabei von der Annahme aus, dass es prinzipiell vier Beweggründe gibt, die Rezeptionsbereitschaft bei Fernsehzuschauern bewirken: Wissen, Ästhetik, Empathie und Erlebnis. Anhand dieser Systematik soll der Anwender einschätzen, inwiefern die Sendung alle „Fangnetze ausgeworfen“ hat, um die Zuschauer für das journalistische Thema zu gewinnen. Das Fangnetzprinzip versteht sich somit als „Übermodell“ zu den anderen Prinzipien. Es liefert noch keine konkreten handwerklichen Werkzeuge, sondern definiert und strukturiert Wirkungsziele von Fernsehjournalismus.

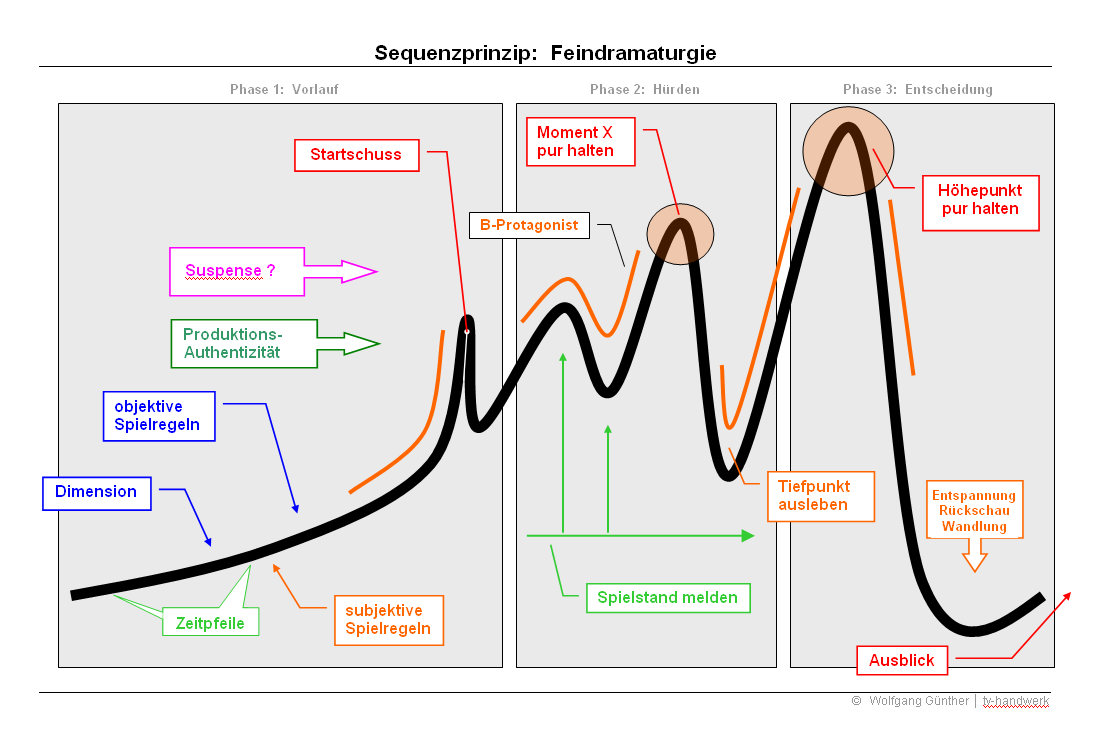
Sequenzprinzip nach Wolfgang Günther, hier: Stufe 3 – Feindramaturgie

### Sequenzprinzip
Der dramaturgische Werkzeugkasten dient laut Günther dem Ziel, Erlebnis, Spannung und Authentizität als Vehikel zur Informationsvermittlung zu nutzen. Storytelling im Journalismus. Dabei verwendet das Sequenzprinzip Elemente klassischer Erzählformen wie zum Beispiel der Heldenreise. Allerdings ist das Sequenzprinzip zugeschnitten auf den nicht-fiktionalen Film mit ausschließlich authentischen Personen und Situationen.
Das Sequenzprinzip war ursprünglich für längere Formate wie Reportagen und Dokumentationen konzipiert. In letzter Zeit haben sich auch sequenzielle Kriterien für Magazinsendungen und Nachrichtenfilme heraus gebildet (siehe Zugmodell).
Eine Modifikation des Sequenzprinzips ist die Sequenzielle Nacherzählung. Das Modell bedient den journalistischen Anspruch, auch vergangene und nicht sichtbare Vorgänge von Relevanz für ein breites Publikum konsumierbar filmisch aufzubereiten. Das Sequenzprinzip in seiner puren Ausprägung stößt da an Grenzen, im Fernsehjournalismus vor allem an ökonomische. Der Werkzeugkasten der Sequenziellen Nacherzählung definiert Kriterien, wonach auch mit weniger aufwändigen Mitteln als die des Spielfilms dramaturgisch wirksame und wissensvermittelnde Filme entstehen können.

### Zugmodell
Das Modell wurde für Nachrichtensendungen und -magazine entwickelt. Es ist ein Kombinationsmodell mit dem Ziel, bei Nachrichten mehr Erklärtiefe zu erreichen und gleichzeitig gut konsumierbar zu bleiben. Das Zugmodell setzt dazu auf eine Abfolge von emotionalen und kognitiven Anreizen, um den Wunsch auf Wissenserwerb beim Zuschauer zu stimulieren.
Günther hat das Modell 2011 zusammen mit seinem Trainerkollegen Christian Dröse von der ARD.ZDF medienakademie für eine Fortbildung der Mitarbeiter der Tagesthemen (ARD) entwickelt. Zuvor hatte Dröse bereits beim heute-journal (ZDF) unter dem Begriff Fächermodell ähnliche Ansätze etabliert. Seit einer Programmreform im Jahr 2016 setzt der Bayerische Rundfunk das Zugmodell in seinen Sendungen Rundschau und Rundschau-Magazin ein. Der Rundfunk Berlin-Brandenburg arbeitet in der Sendung ARD-Mittagsmagazin seit 2018 verstärkt mit dem Modell.

### Grafik-Kompendium
Das als Vier-Säulen-Modell ausgeformte Regelwerk prüft die Wirkungskraft von journalistischen Erklärgrafiken. Angelehnt an das Kernsatzprinzip sind die vier Kriterien: Essenz, Didaktik, Prägnanz und Ästhetik/Anmutung. Unter diesen Überschriften listet das Kompendium zahlreiche grafische Werkzeuge und Regeln auf, die zum Erreichen des jeweiligen Erklärziels angewendet werden können.

### Reporter-Treppe
Das Modell ist ein Prüfinstrument für die Rolle der Reporterfigur im Film. Wann ist der Reporter inhaltlich und dramaturgisch ein Mehrwert für den Zuschauer? Ähnlich der filmischen Wirkungstreppe werden die unterschiedlichen Funktionen und Rollen von Reportern im Film entsprechend ihrer Wirkungs- und Legitimationsstärke auf einer Skala angeordnet.

### Investigations-Pyramide
Das Modell zielt auf Fernsehsendungen mit investigativem Anspruch, vorrangig auf Reportagen.
Es kombiniert die Kriterien des Sequenzprinzips und der Wirkungstreppe mit den juristischen und journalistischen Kriterien von Beweisführung. Zugrunde liegt die These, dass Elemente des authentischen und erlebnishaften Films bei regelkonformer Anwendung automatisch auch beweisführende Stärke haben. Die Kombination der zwei Disziplinen Investigation und authentische Sequenzialität führe zu einer Symbiose zugunsten des gut konsumierbaren, inhaltsvollen und belegstarken Films.
Die Investigations-Pyramide hat Günther 2016 im Rahmen von Fortbildungen für die Mitarbeiter von „Team Wallraff – Reporter undercover“ (RTL) entwickelt.